# فرضية تغير الاتجاه الكبرى

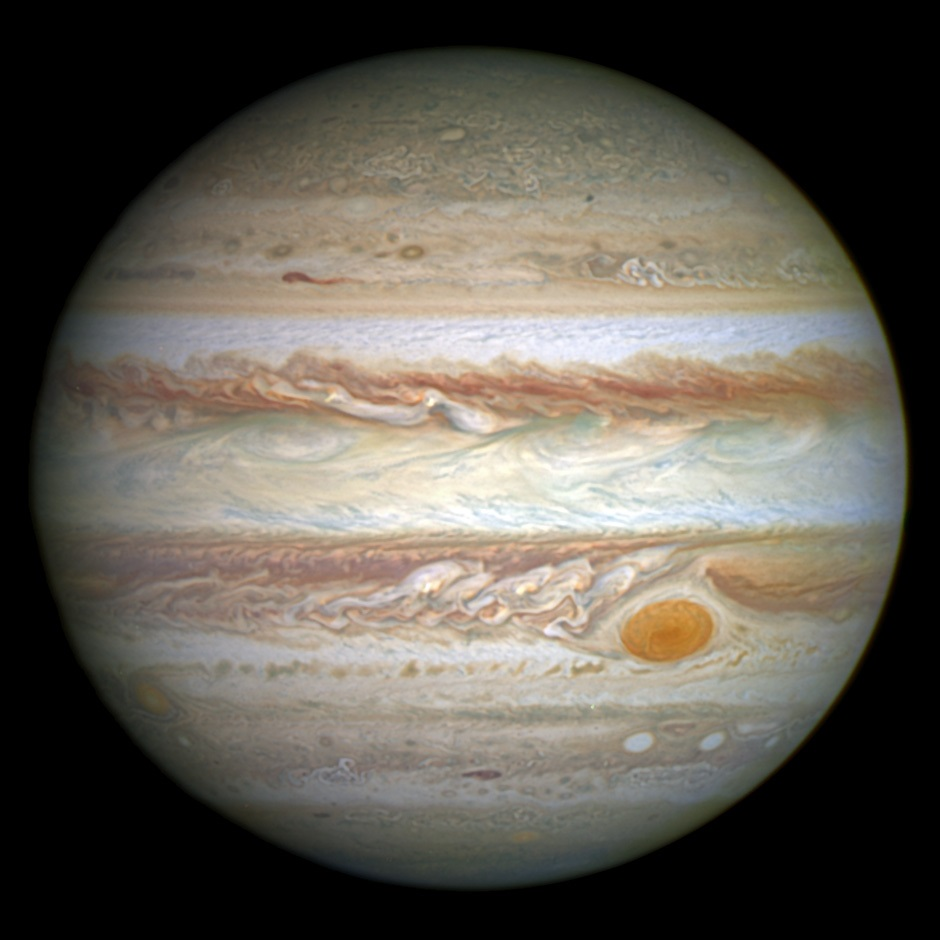

في علم الفلك الكوكبي، تقترح فرضية تغير الاتجاه الكبرى أنه بعد تشكل المشتري على بعد 3.5 وحدة فلكية من الشمس، فقد هاجر الكوكب إلى الداخل حتى مسافة 1.5 وحدة فلكية من الشمس، قبل أن يعكس مساره نتيجة ارتباطه مع زحل في حالة رنينٍ مداري، ليستقر في النهاية بالقرب من مداره الحالي على بعد 5.2 وحدة فلكية من الشمس. يشبه انعكاس هجرة كوكب المشتري تغير اتجاه المراكب الشراعية أثناء سفرها عكس الرياح.
انقطع القرص الكوكبي عند مسافة وحدة فلكية واحدة نتيجة هجرة المشتري، ما حدّ من كمية المواد المتاحة لتشكيل المريخ. عبر كوكب المشتري داخل حزام الكويكبات مرتين، ما أدى لتشتت الكويكبات نحو الخارج ثم نحو الداخل. وقلل من كتلة حزام الكويكبات، وجعلها تتمتع بمدى واسعٍ من الميلانات والانحرافات المدارية، وأنتج مجموعةً من الكويكبات التي نشأت من داخل وخارج مدار كوكب المشتري الأصلي. يُحتمل أنّ الحطام الناتج عن التصادمات بين الكواكب المُصغرة -التي دُفعت للأمام من قبل المشتري- قد دفع جيلاً مُبكراً من الكواكب نحو الشمس.

## الوصف
في فرضية تغير الاتجاه الكبرى، قام كوكب المشتري بهجرةٍ ذات مرحلتين بعد تشكله، إذ هاجر إلى الداخل حتى مسافة 1.5 وحدة فلكية من الشمس قبل أن يعكس مساره ليهاجر إلى الخارج. تشكل كوكب المشتري بالقرب من خط الجليد، على مسافة 3.5 وحدة فلكية تقريباً من الشمس. بعد تكوين فجوةٍ في القرص الغازي، قام كوكب المشتري بهجرةٍ من النوع الثاني، إذ تحرك ببطء نحو الشمس مع القرص الغازي. لو جرت هذه الهجرة دون انقطاع، لاستقر كوكب المشتري في مدارٍ قريب حول الشمس مثل كواكب المشتري الساخنة المُكتشفة مؤخراً في الأنظمة الكوكبية الأخرى. هاجر زحل أيضاً نحو الشمس، لكنه هاجر بشكلٍ أسرع بسبب حجمه الأصغر، إذ قام بهجرةٍ من النوع الأول أو هجرةٍ جامحة. اقترب زحل من المشتري ليرتبطان في حالة رنين مداري مع بعضهما البعض بنسبة 2:3 خلال هذه الهجرة. ثم تشكلت فجوة متداخلة في القرص الغازي حول كوكب المشتري وزحل، ما أدى إلى تغيير توازن القوى على هذين الكوكبين اللذين بدآ الهجرة مع بعضهما البعض. قام زحل بتكوين جزئه الخاص من الفجوة ما قلل من عزم الدوران الذي يتعرض له المشتري من قِبل القرص الخارجي. ثم أصبح عزم الدوران الصافي على الكواكب إيجابياً، إذ تجاوزت عزوم الدوران الناتجة عن رنينات ليندبلاد الداخلية تلك الناتجة عن القرص الخارجي، وبدأ الكوكبان الهجرة نحو الخارج. كانت الهجرة الخارجية قادرة على الاستمرار لأن التفاعلات بين الكوكبين سمحت للغاز بالمرور عبر الفجوة. تبادل الغاز الزخم الزاوي مع الكوكبان أثناء مروره، ما زاد من التوازن الإيجابي للعزوم؛ ونقل الكتلة من القرص الخارجي إلى القرص الداخلي، ما سمح للكوكبين بالهجرة إلى الخارج بالنسبة للقرص. وقد أدى نقل الغاز إلى القرص الداخلي إلى إبطاء فقدان كتلة القرص الداخلي بالنسبة للقرص الخارجي أثناء تراكمها على الشمس، والتي من شأنها إضعاف عزم الدوران الداخلي لو لم يحدث ذلك، لتنهي بذلك هجرة الكوكبان الخارجية. في فرضية تغير الاتجاه الكبرى، يفترض العلماء أنّ هذه العملية قد عكست الهجرة الداخلية للكوكبين عندما كان المشتري على بعد 1.5 وحدة فلكية من الشمس. استمرت الهجرة الخارجية للمشتري وزحل حتى وصلا إلى حالة انعدام عزم الدوران داخل القرص المُحتدم، أو حتى تبدد القرص الغازي، ومن المفترض أنّ هذه الهجرة قد انتهت مع اقتراب المشتري من مداره الحالي.

## نطاق فرضية تغير الاتجاه الكبرى
يمكن تطبيق فرضية تغير الاتجاه الكبرى على ظواهر متعددة في النظام الشمسي.

### مشكلة المريخ
تحُل فرضية تغير الاتجاه الخاصة بالمشتري مشكلة المريخ عن طريق الحد من المواد المتاحة لتشكيل الكوكب الأحمر. تَكمن مشكلة المريخ في تعارض بعض عمليات المحاكاة الخاصة بتكوين الكواكب الأرضية التي ينتج عنها كوكبٌ ذو كتلةٍ تتراوح بين 0.5 - 1 ضعف كتلة الأرض في منطقة المريخ، والتي هي أكبر بكثير من الكتلة الفعلية للمريخ: 0.107 كتلة الأرض، وذلك عندما تبدأ المُحاكاة بكواكب مصغرة مُوزعة في جميع أنحاء النظام الشمسي الداخلي. تُغير هجرة المشتري الداخلية توزيع المواد هذا، إذ تدفع الكواكب المُصغرة نحو الداخل ما يُشكل نطاقاً ضيقاً وكثيفاً من مزيجٍ من المواد حتى مسافة وحدة فلكية واحدة من الشمس، وتترك منطقة المريخ فارغةً إلى حد كبير. تتشكل أجنة الكواكب بسرعة في الشريط ذي النطاق الضيق. تصطدم معظم هذه الأجنة وتندمج مع بعضها البعض لتشكل كواكب أرضية أكبر (كوكب الزهرة والأرض) خلال فترةٍ تتراوح بين 60 و130 مليون عام. يتشتت البعض الآخر خارج النطاق إذ تُحرم من المواد الإضافية، ما يؤدي إلى إبطاء نموها، لتُشكل الكواكب الأرضية منخفضة الكتلة مثل المريخ وعطارد.

### حزام الكويكبات
يدفع كوكب المشتري وزحل معظم الكويكبات من مداراتها الأولية أثناء هجراتهما، تاركين وراءهما بقايا نشطة نابعة من داخل وخارج موقع كوكب المشتري الأصلي. قبل هجرتي كوكب المشتري، كانت المناطق المحيطة به تحتوي على كويكبات تختلف في تكوينها مع اختلاف بعدها عن الشمس. هيمنت الكويكبات الصخرية على المنطقة الداخلية، بينما هيمنت الكويكبات الأكثر بدائية والجليدية على المنطقة الخارجية وراء خط الجليد. مع هجرة كوكب المشتري وزحل إلى الداخل، تشتتت 15 % تقريباً من الكويكبات الداخلية نحو الخارج لتستقر في مدارات أبعد من زحل. بعد انعكاس مساريهما، قابل كوكب المشتري وزحل هذه الأجرام لأول مرة، ما أدى لتشتت 0.5 % من المجموعة الأصلية نحو الداخل مرةً أخرى لتتموضع في مدارات مستقرةٍ بعد ذلك. في وقتٍ لاحق، مع هجرة المشتري وزحل إلى المنطقة الخارجية، تشتت حوالي 0.5 % من الكويكبات البدائية لتتموضع في مداراتٍ في حزام الكويكبات الخارجي. تزيد اللقاءات مع كوكب المشتري وزحل الميلانات والانحرافات المدارية الخاصة بالكويكبات بدرجة كبيرة. قد يجري تقليلها أثناء عدم الاستقرار الكوكبي العملاق الموصوف في نموذج نيس إذ يشبه توزيع الانحراف المداري ذلك الخاص بحزام الكويكبات الحالي. كما تترك تلك اللقاءات الكويكبات الجليدية في مدارات تعبر المنطقة التي تشكلت فيها الكواكب الأرضية لاحقاً، ما يسمح بتوصيل المياه إلى الكواكب المتنامية كما يحدث عندما تصطدم الكويكبات الجليدية بها.

### غياب كواكب الأرض الهائلة
قد يكون غياب كواكب الأرض الفائقة القريبة من الشمس نتيجةً للهجرة الداخلية لكوكب المشتري. مع هجرة المشتري إلى الداخل، ترتبط الكواكب المصغرة مع بعضها البعض في رنينٍ مداري، ما يتسبب في تقلص مداراتها وزيادة انحرافاتها المدارية. تتبع ذلك سلسلةٌ من التصادمات فيما بينها حين تُصبح سرعاتها النسبية كبيرة بما يكفي لإنتاج تصادماتٍ كارثية. يسقط الحطام الناتج نحو الشمس بشكلٍ حلزوني نتيجة قوة السحب الخاصة بالقرص الغازي. إذا كانت هناك كواكب أرضية فائقة في النظام الشمسي المبكر، فستقوم بربط الكثير من الحطام في حالة رنينٍ مداري وقد يجري دفعها نحو الشمس بينما يسقط الحطام بشكلٍ حلزوني. كان ذلك سيؤدي لتشكل الكواكب الأرضية الحالية من الكواكب المصغرة التي خلفها المشتري وراءه بعد انعكاس مساره. ومع ذلك، يمكن تجنب هجرة كواكب الأرض الهائلة نحو الشمس إذا اندمج الحطام لتشكيل أجرامٍ أكبر حجماً، إذ سيقلل ذلك من قوة سحب الغاز؛ وإذا كان للقرص الكوكبي الأولي تجويفٌ داخلي، يمكن إيقاف هجرة كواكب الأرض الهائلة الداخلية بالقرب من حافته. إذا لم تتشكل أيّ كواكب في النظام الشمسي الداخلي، فقد كان من شأن تدمير الأجرام الأكبر خلال سلسلة التصادم أن يترك الحطام المتبقي صغيراً بما يكفي ليُدفع إلى الخارج بواسطة الرياح الشمسية، التي كانت أقوى بكثير خلال النظام الشمسي المبكر، ولن يبقى هناك حطامٌ كافٍ لتشكيل كواكب داخل مدار عطارد.